# Slötyi
A Slötyi (más néven pilisszentiváni bányató) mesterséges, a térségben korábban folytatott szénbányászati tevékenység folytán létrejött, egy kisebb és egy nagyobb (egymással összeköttetésben lévő) tóból álló tórendszer Pest vármegyében, Pilisszentiván közigazgatási területén; a köznapi használatban a név alatt sokszor csak a nagy tavat értik. A tó és az azt körülvevő zöldterület a környéken élők egyik kiránduló- és sportolóhelye, elsősorban annak köszönhetően, hogy a parton egy futásra igazán alkalmas, majdnem szintkülönbség nélküli sétány húzódik végig, hossza pontosan egy kilométer. Kedvelt horgászvíz és – bár a fürdés hivatalosan tilos – a helyiek körében nyaranta népszerű strandolási lehetőséget kínál.

## Nevének eredete
A közkeletű "Slötyi" elnevezés a német "Schlamm" szóból származik, ami iszapot jelent. A használata – az azonos etimológiai háttér miatt – nem teljesen konzekvens a Pilisvörösvári-medencében, mert a szomszédos pilisvörösváriak is használják ezt a kifejezést részben a teljes pilisvörösvári tórendszer, részben ez utóbbi legnagyobb tava, a pilisvörösvári Nagy-tó nem hivatalos elnevezéseként. Mivel azonban a pilisvörösvári bányatavak mindegyikének van saját, hivatalos neve is, a pilisszentiváni Slötyi pedig évtizedek óta e néven szerepel a turistatérképeken, a névhasználat terén nem sok vitának maradt létjogosutsága.

## Kialakulása
A Slötyi helyén a pilisszentiváni szénbányászat kezdetei előtt mély fekvésű, vizenyős terület volt, melynek egy része füzeserdő, a többi szántó volt. A területen pontosan nem ismert időben, valószínűleg az Erzsébet-akna üzembe helyezése után (feltehetőleg 1902 körül) kezdtek homokot bányászni, azzal a céllal, hogy a már kitermelt szénkészletű, felhagyásra ítélt vágatrészeket ennek a homoknak a felhasználásával lehessen betömedékelni. Az Erzsébet-aknához tartozó bányatérségek mellett az Irma-akna és a Solymár-akna vágatainak beiszapolását is az itt kitermelt homokkal oldották meg, egészen ez utóbbi bánya 1939-es bezárásáig; működése alatt az itteni, három hektáron elterülő homokbányából hozzávetőlegesen 150.000 köbméternyi homokot termeltek ki. A Solymár-aknai műveletek leállításával az itteni homokbányászat megszűnt és a mélyedés vízzel kezdett betöltődni, erre az időszakra tehető tehát a tórendszer kialakulása. Hasonló a története az alig másfél-két kilométerre északkeletre fekvő öt pilisvörösvári bányatónak is, az ott bányászott homokot a Lipót- és az Új-akna tömedékelésére használták fel.
A terület fölött akkor a Pilisszentivánon működő Volt Úrbéresek Közössége rendelkezett, két helyi család viszont fantáziát látott a kialakult tóban, és bérbe vette azt – a Vadász-réti-patak három kis tavával együtt –, hogy halat tenyésszenek bennük, sőt házat is építettek maguknak a tó partján. Vállalkozásuk azonban nem volt hosszú életű, valamikor az 1940-es évek vége felé felhagytak e tevékenységgel és a házukat is lebontották.
Az 1960-as évek első felében a Slötyiben lévő vízmennyiség legnagyobb részét leszívatták, mert a térségben zajló bányászati feltáró műveletek olyan területekre értek, ahol a tóban összegyűlt víztömeg közelsége veszélyeztette a széntermelést. A meder mélypontja közelében szivattyúállomás létesült, melynek segítségével a vizet az Aranyhegyi-patak medrébe szivattyúzták át. Emiatt a tófeneket elkezdte birtokba venni a növényzet, bokrok, kisebb fák is nőttek benne. A bánya 1969-es bezárása után azonban szükségtelenné vált a víz állandó szivattyúzása, így a tavak lassan újra feltöltődtek.

## Napjainkban

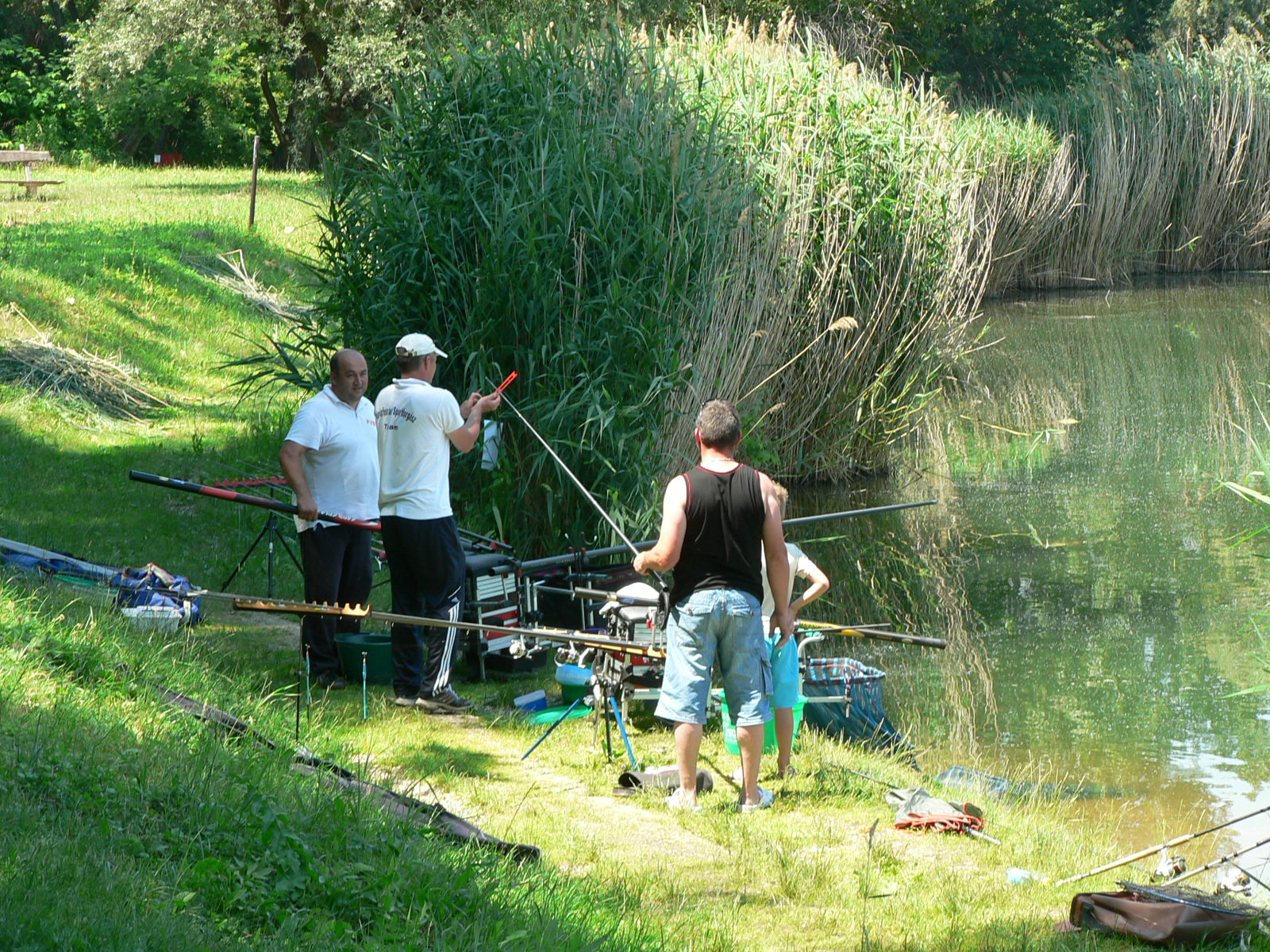
Megyei horgászverseny a Slötyinél

A tavak területét és közvetlen környezetét, a helyi önkormányzattal kötött megállapodás alapján az 1980-as évek óta a településen működő Pilisi Bányászok Horgász Egyesület kezeli. A két tóban a horgászat az egyesületi tagság kiváltásával és tagdíjfizetéssel, vagy a tóparti horgásztanyájukon történő napijegyváltással lehetséges. A vízterületen, a horgásztanya kis csónakkikötő stégjén kívül más stég nincs és nem is építhető, horgászni tehát csak a partról lehet. Horgászat szempontjából tiltott terület a nagy tó kb. 150-200 méter hosszú, ősfás északnyugati partszakasza. A nagy tavon gyakran rendeznek horgászversenyeket is, olyankor, illetve az azokat megelőző tilalmi napokon a versenyen kívüli horgászat csak a kis tóban lehetséges.
A nagy tó körül kialakult ösvényt a pilisszentiváni önkormányzat a helyi egyesületek, továbbá civil segítők közreműködésével és vállalkozások felajánlásaival az 1990-es évektől kezdve, több lépcsőben sétánnyá alakította; a sétaút egy szakaszát térkövekkel is leburkolták, a többi szakasz murvával feljavított földút. A sétány – amely az északi parton a régi bányavasúti töltésen halad – minimális szintemelkedéssel kerüli körbe a tavat, hossza pedig pontosan egy kilométer, emiatt különösen kedvelt a helyi futók és kocogók körében. A tó északi partján egy rövid szakaszon homokos föveny található, ahol – bár a tóban a fürdés hivatalosan tiltott – a nyári napokon számos strandoló gyűlik össze. Népszerű sportolási terep a tó télen is, amikor rendszerint korcsolyázók veszik birtokba a befagyott víztükröt. A tó déli partján a Csali csárda nevű szintén közkedvelt étterem áll, valamint a közelben található 2006 óta a község tűzoltószertára. (A helyén korábban autósmozi volt). A sétány egyik elágázásánál, a nagy és a kis tó találkozása közelében áll 2016. június 24. óta a „Polgárőrség fája” nevű emlékhely. A déli parthoz közel bőséges parkolóhely áll rendelkezésre.
A kis tó nem járható körbe – nyugati irányból közvetlenül egy ipartelep határolja, ahol az 1990-es évek végétől a W.E.T. Automotive Systems, majd annak utódjaként a 2010-es évtized közepe óta a Gentherm Hungary Kft. telephelye működik; az ezredfordulót megelőző időszakig pedig a Pest Megyei Vegyi- és Divatcikkipari Vállalat (rövidítve: PEVDI) Bőrdíszmű Gyáregysége üzemelt ugyanott –, és a medrének állapota miatt fürdésre is teljesen alkalmatlan.

### Szerepe a Napforduló Fesztiválok idején

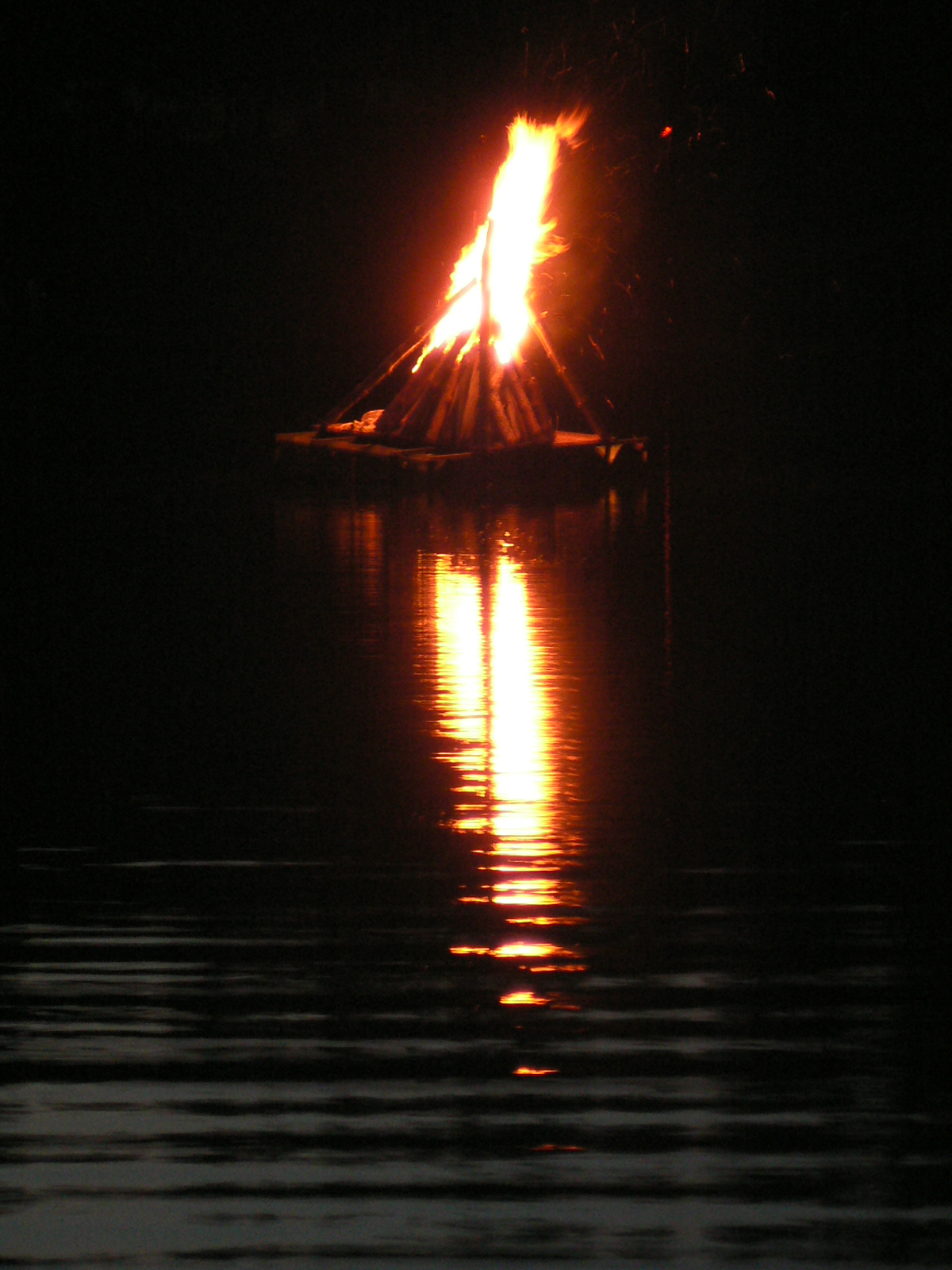
Szent Iván-éji máglya a tavon

Pilisszentiván legnagyobb helyi ünnepségsorozata a nyári napforduló, illetve Szent Iván-nap (június 24.) idején [az ünnepnaphoz legközelebb eső hétvégén] zajló Napforduló Fesztivál, melynek egyik fontos helyszíne a Slötyi. A több napra kiterjedő programkavalkád eseményei közül általában a pénteki nap rendezvényeit rendezik itt: ilyenkor a tó körüli sétány teljes hosszában  fáklyákkal megvilágított gyerekrajzokat helyeznek ki, a tó melletti parkolóban egész estés, térzenés mulatság zajlik, a tó közepén pedig máglyát gyújtanak, melyet általában a falu legfrissebb házaspárja gyújthat meg. Emellett rendeztek már dalestet is ugyanilyen alkalommal a tó partján, minden évben futóverseny is zajlik a tó körül ezen a hétvégén, sőt nemegyszer sárkányhajós versenyekre is sor került ugyanekkor.
Egyes években a fesztivál fő napjának számító szombati nap programjai is a tó melletti beépítetlen önkormányzati területen zajlottak.

### Tanösvény
2023-ban egy hat állomásból álló tanösvény is létesült a tó körül, a települési önkormányzat, a Duna–Ipoly Nemzeti Park Pilisi Len Látogatóközpontja, a Pilisszentiváni Helytörténeti Egyesület és a Pilisi Bányászok Horgász Egyesülete összefogásával. A tó élővilágát és történetét kitalált „slötyimanók” kalauzolásával bemutató tanösvény a Csali Csárdától indul és interaktív táblákkal, játékokkal teszi érdekesebbé a Slötyi felfedezését, főleg gyermekes családok számára. A tanösvényhez foglalkoztató füzet is készült. A létesítmény átadására 2023. június 23-án került sor.

## Nevének eredete
A tó az iszapolást jelentő német Schlämmung szóból kapta népi elnevezését, ami a furcsa, nem feltétlenül pozitív konnotációkat ébresztő hangzása ellenére hivatalos névvé vált, olyannyira, hogy a tónak más, ennél „hivatalosabb” elnevezése nem is ismert. A kis tavat – ha szükséges elkülöníteni a nagy tótól – egyszerűen csak Kis-Slötyinek szokták nevezni; idősebb helyi lakosok egy részétől a tavakat inkább Sletyi néven lehet hallani emlegetni.